# Повіт Окушірі
Пові́т Окуші́рі (яп. 奥尻郡, おくしりぐん, МФА: [ok̥ ɕiɾi guɴ]) — повіт в Японії, в окрузі Хіяма префектури Хоккайдо. Станом на 30 червня 2011 року його площа становила 142,98 км². Населення складало 3158 осіб, а густота населення — 22,1 осіб/км².